# Бремерфёрде
Бремерфёрде (нем. Bremervörde, н.-нем. Bremervöör) — город в Германии, в земле Нижняя Саксония, на реке Осте.
Входит в состав района Ротенбург-на-Вюмме. Население составляет 18 743 человека (на 31 декабря 2010 года). Занимает площадь 150,17 км². Официальный код — 03 3 57 008.

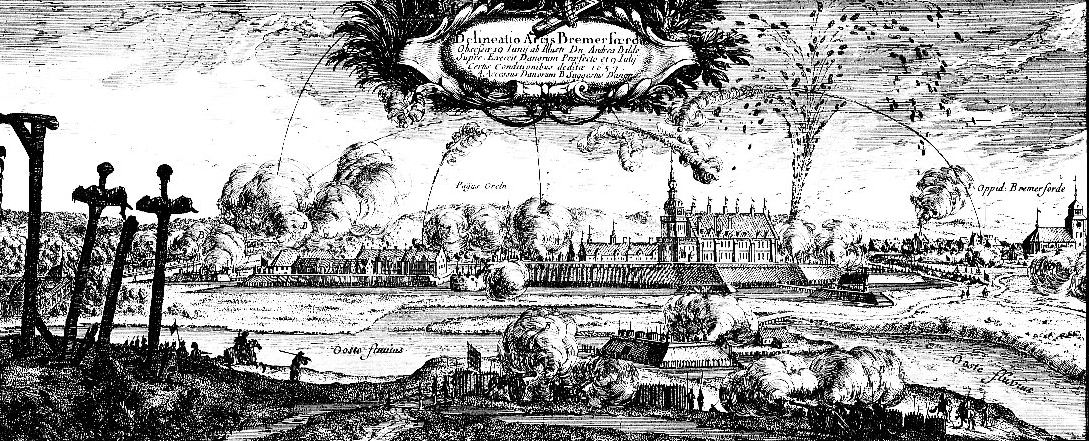
Бремерфёрде

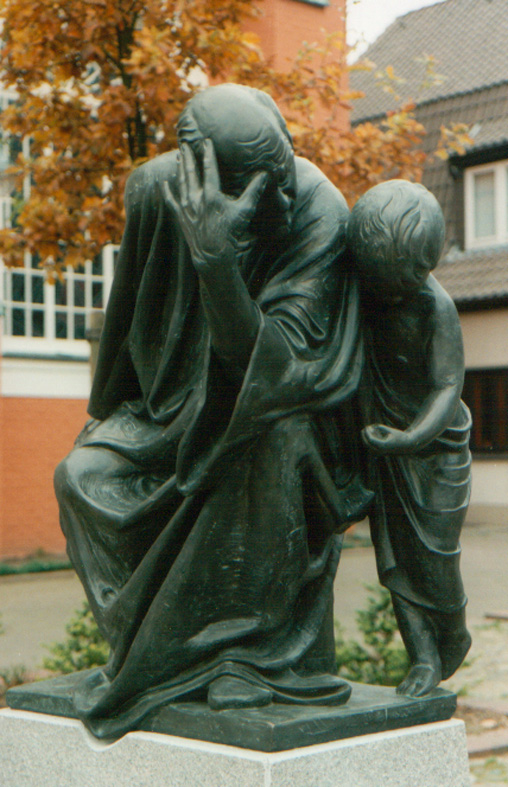
Церковь